# ヨハン・ダヴィド・オケルブラッド

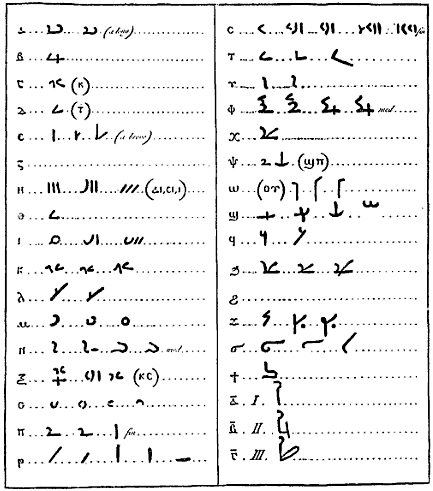
ヨハン・オケルブラッドのデモティック表音文字とそれに相当するコプト語の表（1802年）

ヨハン・ダヴィド・オケルブラッド（Johan David Åkerblad、1763年5月6日 ストックホルム - 1819年2月7日 ローマ）は、スウェーデンの外交官、東洋学者。

## 経歴
1778年、ウプサラ大学で古典語と東洋の言語の勉強を始めた。1782年、Eric Michael Fant教授の指導で学位を得た。
東洋諸言語に通じていることが評価され、オスマン帝国への政府の使者として1783年にイスタンブルに赴いた。任務を終えた後、1784年から1789年にかけて小アジア、シリア、パレスチナ、エジプト、北アフリカを旅行した。帰国後は海外探検の書記およびトルコ語の通訳に任命された。
1791年、再び政府の仕事でトルコに赴き、また調査旅行を行った。トロイ旅行ではホメーロスに登場する地名の比定を行った。
1800年からはゲッティンゲン大学を始め、パリ、ハーグ、ローマなどで研究を行い、古代エジプト語の研究に力を注いだ。また、コプト語の辞書のための材料を集めた。

## ロゼッタストーンの研究
パリにいる間、アントワーヌ＝イザーク・シルヴェストル・ド・サシの学生であった。サシがロゼッタストーンを調査した結果、「アレクサンドロス」などの5つの名前を読むことができた。これは1802年に彼により報告された。オケルブラッドはこの研究を引き継ぎ、この分野での彼の主要な研究は同年にパリで発表された。
オケルブラッドは何とかしてわずか2か月でデモティックのテクストの全ての固有名詞を特定することができた。また、「ギリシア」、「寺院」、「エジプト人」などの単語を読み、29の符号のうち14の正しい音価を見出したが、デモティックのヒエログリフが完全にアルファベットであると誤解していた。デモティックとコプト語を比較する彼の戦略の1つは、後にシャンポリオンがヒエログリフと古代エジプト語を最終的に解読する際の鍵となった。
1810年、オケルブラッドはサシにMÉMOIRE: Sur les noms coptes de quelques villes et villages d'Égypte.（論文：エジプトのいくつかの町や村のコプト語の名称について）と題した研究を発表するために送った。しかし、残念ながら発表は延期され、1834年まで発表されなかった。一部の学者は、その延期を政治的または個人的な考慮により動機づけられたように考えた。
晩年はローマで過ごし、デヴォンシャー公爵夫人のエリザベス・キャヴェンディッシュなど彼の才能を賞賛する人々に支えられた。

## 著作
- Johan David Åkerblad, Lettre sur l'inscription Égyptienne de Rosette: adressée au citoyen Silvestre de Sacy, Professeur de langue arabe à l'École spéciale des langues orientales vivantes, etc.; Réponse du citoyen Silvestre de Sacy. Paris: L'imprimerie de la République, 1802
- Om det sittande Marmorlejonet i Venedig (1800–3)[10]
- 1802: Inscriptionis phoenicieæ Oxoniensis nova interpretatio
- 1804: Lettre sur une inscription phénicienne, trouvée à Athenes
- 1804: Notice sur deux inscriptions en caractères runiques, trouvées à Venise et sur les Varanges, avec les remarques de M. d'Ansse de Villoison
- 1811: Sopra due laminette di bronzo trovate ne' contorni di Atene. Dissertazione letta nell'accademia libera d'archeologia al campidoglio li 30. Giugno 1811 Digitalisat - Google ブックス
- 1813: Inscrizione greca sopra una lamina di piombo, trovata in un sepolcro nelle vicinanze d'Atene
- 1817: Lettre à M:r le cheval. Italinsky sur une inscription phénicienne
- Johan David Åkerblad, MÉMOIRE: Sur les noms coptes de quelques villes et villages d'Égypte. Journal asiatique, 1834, vol. XIII p337